# Evey Hammond
Evey Hammond est un personnage de fiction du comics V pour Vendetta créée par Alan Moore et David Lloyd. Elle devient impliquée dans la vie du justicier masqué V lorsqu'il vient à son secours alors qu'elle est menacée par un gang de la police secrète dans les rues de Londres.

## Biographie fictive
Evey nait à Londres. Lorsqu'elle à douze ans, le coup d'état d'Adam Sutler fait monter le parti de ce dernier au pouvoir et le fait devenir chancelier peu après la mort violente du frère de la fillette. Les parents d'Evey, tous deux activistes, sont arrêtés peu après la création du gouvernement et Evey se retrouve placée dans un centre social pour jeunes. 
Dans le comics d'Alan Moore, le personnage est décrit comme ayant 16 ans, alors que dans l'adaptation cinématographique de James McTeigue, elle semble avoir une vingtaine d'années.
Evey rencontre « V », le justicier mystérieux avec qui elle sera liée à jamais, lorsque celui-ci la sauve des miliciens s'apprêtant à la violer. Au contact de la jeune femme vulnérable et constamment terrifiée par les menaces du gouvernement, « V » entreprend, par amour pour elle, de chasser sa peur des représailles de manière brutale. Grâce à « V », Evey reprend confiance en elle et perçoit le monde qui l'entoure sous un angle différent.

## Adaptation
Dans l'adaptation cinématographique sortie en avril 2006, le rôle de Evey est interprété par Natalie Portman.

### Warrior
- Warrior - Mars 1982

### DC Comics
- Vol. I V for Vendetta - Septembre 1988
- Vol. II V for Vendetta - Octobre 1988
- Vol. III V for Vendetta - Novembre 1988
- Vol. IV V for Vendetta - Decembre 1988
- Vol. V V for Vendetta - Decembre 1988
- Vol. VI V for Vendetta - Decembre 1988
- Vol. VII V for Vendetta - Janvier 1989
- Vol. VIII V for Vendetta - Février 1989
- Vol. IX V for Vendetta - Mars 1989
- Vol. X V for Vendetta - Mai 1989

### Intégrales
- États-Unis - Vertigo Comics  (ISBN 0-930289-52-8) - 1989
- Royaume-Uni - Titan Books (en)  (ISBN 1-85286-291-2) - 1990
- France - Marvel Comics  (ISBN 978-2809409659) - 2009